# Wilk hokej
Wilk Hokej (ang. Hokey Wolf, 1960–1961) – amerykański serial animowany wyprodukowany przez wytwórnię Hanna-Barbera.

## Spis odcinków
1. Tricks and Treats
2. Hokey Dokey
3. Lamb-Basted Wolf
4. Which Witch Is Witch
5. Pick a Chick
6. Robot Plot
7. Boobs In the Woods
8. Castle Hassle
9. Booty on the Bounty
10. Hokey in the Pokey
11. Who’s Zoo
12. Dogged Sheep Dog
13. Too Much to Bear
14. Movies are Bitter than Ever
15. Poached Yeggs
16. Rushing Wolf Hound
17. The Glass Sneaker
18. Indian Giver
19. Chock Full Chuck Wagon
20. Bring ‘Em Back a Live One
21. A Star Is Bored
22. West of the Pesos
23. Phony-O and Juliet
24. Hokey’s Missing Millions
25. Loot to Boot
26. Guesting Games
27. Sick Sense
28. Aladdin’s Lamb Chops
29. Bean Pod’ners